# Anthomuricea brunnea
Anthomuricea brunnea är en korallart som beskrevs av Nutting 1910. Anthomuricea brunnea ingår i släktet Anthomuricea och familjen Plexauridae. Inga underarter finns listade i Catalogue of Life.